# Paul Boateng
Paul Yaw Boateng, baron Boateng (né le 14 juin 1951) est un homme politique du parti travailliste britannique, qui est député de Brent South de 1987 à 2005, devenant le premier ministre noir du Royaume-Uni en mai 2002, lorsqu'il est nommé secrétaire en chef du Trésor. Après son départ de la Chambre des communes, il est haut-commissaire britannique en Afrique du Sud de mars 2005 à mai 2009. Il est membre de la Chambre des lords depuis le 1er juillet 2010.

## Jeunesse
Boateng est né à Hackney, Londres, d'origine mixte ghanéenne et écossaise ; sa famille part au Ghana lorsque Boateng a quatre ans. Son père, Kwaku Boateng, est avocat et ministre du Cabinet sous le régime de Kwame Nkrumah. Boateng fréquente l'école internationale du Ghana et l'Académie d'Accra, un lycée au Ghana. La vie de Boateng au Ghana prend fin brutalement après que son père soit allé en prison en 1966 à la suite d'un coup d'État militaire qui renverse le gouvernement ghanéen. Son père est emprisonné sans procès pendant quatre ans. Boateng, alors âgé de 15 ans, et sa sœur, Rosemary, ont fui au Royaume-Uni avec leur mère.
Ils s'installent à Hemel Hempstead, où il fréquente l'Apsley Grammar School. Plus tard, il étudie le droit à l'Université de Bristol et commence sa carrière dans les droits civils, comme avocat. Il travaille principalement sur des affaires sociales et communautaires, en commençant par le célèbre défenseur des droits civiques Benedict Birnberg, concernant les droits des femmes, le logement et les plaintes contre la police, entre 1977 à 1981 en tant que conseiller juridique de la campagne Scrap Sus. Boateng est également membre exécutif du Conseil national des libertés civiles. Il représente Cherry Groce, une mère de six enfants qui est blessée et paralysée par un policier lors d'un raid chez elle, à la recherche de son fils. Il devient associé du cabinet BM Birnberg & Co., et en tant qu'avocat, il exerce chez Eight King's Bench Walk.

## Carrière politique
En 1981, Boateng est élu pour représenter Walthamstow au Greater London Council, dont Ken Livingstone est devenu le chef peu après l'élection. En tant que président du comité de police du GLC et vice-président de son comité des minorités ethniques, il préconise une plus grande responsabilité au sein de la police métropolitaine et s'est prononcé contre le racisme dans ses relations avec les communautés afro-caribéennes et asiatiques.

### Député
Il se présente sans succès à Hertfordshire West (qui comprenait son ancienne ville natale de Hemel Hempstead) aux élections générales de 1983. Il est élu aux élections générales de 1987, comme député de Brent South à la suite de Laurence Pavitt, étant l'un des quatre premiers députés noirs britanniques, élu aux côtés de ses collègues membres des sections noires du Parti travailliste Bernie Grant (en), Diane Abbott et Keith Vaz.
Comme beaucoup d'autres membres de la gauche travailliste dans les années 1980, il devient plus modéré sous la direction de Neil Kinnock. Par exemple, il refuse de rejoindre le Black Caucus parlementaire fondé par Diane Abbott, Bernie Grant, Keith Vaz et Lord David Pitt en 1988, qui s'est finalement effondré. Kinnock récompense Boateng en faisant de lui un porte-parole junior du Trésor en 1989, puis le premier Noir à rejoindre le banc avant en tant que porte-parole du parti, sur l'économie, les stratégies industrielles et la responsabilité d'entreprise. En 1992, il est ministre fantôme du Lord Chancellor's Department, poste qu'il occupe jusqu'aux élections générales de 1997, où il est un ardent défenseur de l'augmentation des services juridiques pro bono parmi les cabinets d'avocats britanniques.

### Carrière ministérielle
Avec la victoire du Labour en 1997, Boateng devient le premier ministre noir du Royaume-Uni en tant que sous-secrétaire parlementaire à la Santé, où il est responsable des services sociaux, de la santé mentale et des personnes handicapées. Il publie des lignes directrices pour mettre fin au refus d'adoption uniquement sur la base de la race.
En 1998, Boateng devient ministre d'État au ministère de l'Intérieur, puis ministre numéro 2 là-bas. Il est nommé conseiller privé en 1999. Il a la réputation de sévir contre la criminalité, en particulier en ce qui concerne la mendicité agressive dans les rues. Il travaille également avec Eric Holder, alors sous-procureur général des États-Unis, et Louis Freeh, alors directeur du FBI, sur des questions liées au trafic international de drogue.
Son portefeuille est élargi en 2000 et il devient le premier ministre des Jeunes, où sa priorité est d'écouter et d'être une voix pour la jeunesse britannique. Il lance le programme Jeunesse, citoyenneté et changement social, puis le plus grand projet de recherche du Royaume-Uni conçu pour examiner l'exclusion sociale et promouvoir la citoyenneté chez les jeunes. Il joue également un rôle de premier plan dans l'établissement et le lancement du Fonds pour l'enfance de 450 000 000 £ conçu pour lutter contre la pauvreté des enfants. Les collègues ministériels de Boateng l'ont encouragé à se présenter comme candidat travailliste au poste de maire de Londres ; cependant, il refuse et critique son ancien collègue du GLC, Ken Livingstone. Boateng soutient la candidature de Frank Dobson, avec qui il avait servi au ministère de la Santé.

### Au cabinet
En 2001, il est nommé Secrétaire financier du Trésor, et est promu au poste de Secrétaire en chef du Trésor en mai 2002, devenant ainsi le premier ministre noir de Grande-Bretagne à siéger au cabinet. Sa nomination est saluée par les militants des droits civiques qui déclarent que sa nomination donnait de l'espoir aux jeunes jeunes noirs et les inciterait à s'engager dans la politique. Le Parlement commande alors une peinture de Boateng par Jonathan Yeo, qui est exposée dans la collection des parlementaires du XXIe siècle.
Dans son rôle de secrétaire en chef du Trésor, il est responsable de la finalisation de l'examen des dépenses de 2002 et de la direction de l'examen des dépenses de 2004. Boateng, en coordination avec le rapport de Sir Peter Gershon, annonce en 2004 le programme d'efficacité du gouvernement pour économiser plus de 20 000 000 000 £ dans le secteur public.
Boateng joue un rôle de premier plan dans la coordination du document d'orientation Every Child Matters, qui appelle à la réforme des services à l'enfance, notamment une plus grande responsabilisation et coordination entre les agences gouvernementales. Il est également un ardent défenseur de l'augmentation de l'aide au développement en Afrique et dans les pays en développement. Annonçant son futur rôle, il effectue de nombreux voyages en Afrique, rencontrant des chefs d'entreprise et des chefs de gouvernement afin de souligner le fait que l'aide internationale et les Objectifs du millénaire pour le développement sont des priorités clés pour le gouvernement,,. Boateng aide Gordon Brown à rédiger le rapport de la Commission africaine, qui appelle à augmenter l'aide à l'Afrique des pays occidentaux à 50 milliards de dollars par an.
En mars 2005, Boateng annonce qu'il ne se présenterait pas à une réélection en tant que député aux élections générales. Dawn Butler est choisie par le Parti travailliste de circonscription pour le remplacer et est élue à Brent Sud.

### Haut-commissaire en Afrique du Sud
Tony Blair le nomme haut-commissaire en Afrique du Sud pour un mandat de quatre ans, faisant de lui le premier ambassadeur noir de l'histoire britannique. De nombreux Africains ont salué cette nomination, déclarant qu'il s'agissait d'une rupture symbolique importante avec le passé colonial britannique et la considéraient comme un symbole de l'engagement de Tony Blair envers le continent. Boateng est crédité de l'établissement d'une relation étroite avec le gouvernement du Congrès national africain en Afrique du Sud, et il travaille en coulisses pour apaiser la crise au Zimbabwe, bien qu'il ait publiquement condamné l'occupation illégale du gouvernement zimbabwéen de la terre des fermiers blancs et les troubles qui en résultent, que Boateng qualifie de « crise des droits de l'homme ». Il s'est également adressé au Forum économique mondial sur des questions concernant l'Afrique. En 2008, il participe à un certain nombre de pourparlers avec des dirigeants politiques aux États-Unis pour les encourager à soutenir les négociations commerciales du cycle de développement de Doha qui ouvriraient les marchés occidentaux aux produits d'Afrique et d'autres pays en développement.

### Nomination à la Chambre des lords
Le 27 juin 2010, il est créé baron Boateng, d'Akyem dans la République du Ghana et de Wembley dans le Borough londonien de Brent et est présenté aux Lords le 1er juillet 2010, soutenu par Herman Ouseley et Greville Janner. Son premier discours à la Chambre des lords met en évidence les besoins des enfants pauvres et défavorisés, tant dans les zones rurales qu'urbaines. Il invite le gouvernement à examiner l'impact que le budget et le prochain examen des dépenses auraient sur les enfants à risque. En décembre 2011, il lance un débat à la Chambre des lords pour discuter de la réduction du financement des centres du Citizens Advice Bureau, ce à quoi Lord Boateng s'est vivement opposé.

## Postes en dehors de la politique
Boateng est un méthodiste et un prédicateur laïc. Il est délégué méthodiste au Conseil œcuménique des Églises et vice-modérateur de son programme de lutte contre le racisme. Lors des élections générales sud-africaines de 1994 qui mettent fin à l'apartheid, il est membre de la délégation envoyée par l'Association des parlementaires d'Europe occidentale contre l'apartheid pour surveiller les élections.
Il a auparavant siégé au conseil d'administration de l'English National Opera (1984 à 1997) et de l'English Touring Opera (1993 à 1997). En 1993, il rédige la préface de l'édition des œuvres collectées de Harper Collins de Sense and Sensibility de Jane Austen. Il est présentateur et commentateur à la télévision sur les programmes dont Channel 4 est rien que la vérité et la BBC Radio 4 Perspectives d'avenir au passé.
En 2011, il est directeur non exécutif d'Aegis Defence Services, une société privée de sécurité, militaire et de gestion des risques fondée par le controversé marchand d'armes, le lieutenant-colonel Tim Spicer, qui est au cœur de l'affaire Sandline, et quitte son poste en 2013.
Il est membre du conseil exécutif de l'organisation caritative chrétienne internationale Food for the Hungry, en 2012  et est administrateur de l'Institut Planète Terre avec le président Álvaro Sobrinho.
Lord Boateng est vice-président de la London Library. En 2014, Lord Boateng est président de l'association caritative BookAid International.
En 1988, la Conférence du leadership chrétien du Sud lui décerne le prix Dr. Martin Luther King Jr. pour ses contributions au domaine des droits civiques. En 2003, il est nommé sur la liste des « 100 Great Black Britons ».
Il reçoit un doctorat honorifique en droit de l'université de West London le 25 juillet 2018, de l'Université de Lincoln (Pennsylvanie) en 2004 et de l'Université de Bristol en 2007.

## Vie privée
Boateng est marié à Janet, une ancienne conseillère à Lambeth. Ils ont deux fils et trois filles. En novembre 2011, Benjamin, le fils de Boateng, âgé de 27 ans, est emprisonné pendant près de quatre ans pour une attaque sexuelle contre une femme .